# Posieux
Posieux är en ort i kommunen Hauterive i kantonen Fribourg, Schweiz. Posieux var tidigare en egen kommun, men den 1 januari 2001 bildades kommunen Hauterive genom en sammanslagning av Posieux och Ecuvillens.